# Sistema S
Sistema S é o conjunto de nove serviços sociais autônomos de interesse de categorias profissionais, estabelecidas pela Constituição brasileira.

## Constituição
A Constituição Federal do Brasil de 1988 confere à União competência exclusiva para instituir três espécies de contribuições: contribuições sociais, contribuições de intervenção no domínio econômico e contribuições de interesse das categorias profissionais ou econômicas. As contribuições voltadas ao Sistema S se enquadram nesta última categoria; embora se vinculem ao sistema sindical patronal, elas não se confundem com as contribuições sindicais cobradas de empregados e empregadores.
O artigo 240 da Constituição ressalva do regime da seguridade social as contribuições do Sistema S, garantindo a continuidade das contribuições compulsórias dos empregadores sobre a folha de salários destinadas às entidades privadas de serviço social e formação profissional vinculadas ao sistema sindical. Na prática, as contribuições do Sistema S têm natureza tributária: recolhem‑se sobre a folha de pagamento das empresas e são repassadas a entidades de direito privado que aplicam os recursos na formação profissional e em serviços sociais — saúde, lazer, assistência e cultura — voltados aos trabalhadores e às suas famílias.
As primeiras entidades do Sistema S remontam à década de 1940. Em 1942, o Serviço Nacional de Aprendizagem Industrial (SENAI) foi criado para organizar escolas de aprendizagem e ficou sob a direção da Confederação Nacional da Indústria; o decreto‑lei que o instituiu obrigou os estabelecimentos industriais enquadrados na confederação a recolher mensalmente uma contribuição para a montagem e o custeio dessas escolas. Na mesma época foram criados o Serviço Social da Indústria (SESI), o Serviço Social do Comércio (SESC) e o Serviço Nacional de Aprendizagem Comercial (SENAC), entidades que utilizam as contribuições para promover qualificação profissional e prestar serviços sociais aos trabalhadores dos setores industrial e comercial.
Após a promulgação da Constituição de 1988, foram criadas outras entidades nos mesmos moldes, como o Serviço Nacional de Aprendizagem Rural (SENAR), o Serviço Nacional de Aprendizagem do Cooperativismo (SESCOOP), o Serviço Nacional de Aprendizagem do Transporte (SENAT) e o Serviço Social do Transporte (SEST), todas vinculadas às confederações patronais dos respectivos setores. Posteriormente, juntaram‑se ao conjunto o Serviço Brasileiro de Apoio às Micro e Pequenas Empresas (SEBRAE), a Agência Brasileira de Promoção de Exportações e Investimentos (Apex‑Brasil) e a Agência Brasileira de Desenvolvimento Industrial (ABDI); as contribuições destinadas a estas últimas, contudo, são classificadas como contribuições de intervenção no domínio econômico (Cide), pois não correspondem ao interesse de uma categoria profissional. Reportagem da Rádio Senado explica que, embora as entidades tenham funções diversas, o Sistema S é formado por nove serviços autônomos — Senai, Senac, Sesc, Sesi, Senat, Sest, Senar, Sescoop e Sebrae —, todos mantidos com recursos arrecadados compulsoriamente das empresas e dedicados à qualificação profissional e à melhoria da qualidade de vida dos trabalhadores.
Por se tratar de receitas públicas, o Instituto Fiscal Independente (IFI) do Senado Federal enfatiza que as informações sobre a arrecadação e o destino dos recursos do Sistema S devem ser amplamente divulgadas. A Lei de Diretrizes Orçamentárias da União para 2015, por exemplo, determinou que o Poder Executivo publique mensalmente, até o vigésimo dia de cada mês, a arrecadação das contribuições previstas no art. 149 da Constituição, com a discriminação dos valores destinados a cada entidade beneficiária.

## As entidades
As receitas arrecadadas pelas contribuições ao Sistema S são repassadas a entidades, na maior parte de direito privado, que devem aplicá-las conforme previsto na respectiva lei de instituição. As entidades em questão são as seguintes:
- Ligadas à Confederação Nacional de Agricultura:
  - Serviço Nacional de Aprendizagem Rural (SENAR)
- Ligadas à Confederação Nacional do Comércio:
  - Serviço Nacional de Aprendizagem Comercial (SENAC)
  - Serviço Social do Comércio (SESC)
  - Serviço Nacional de Aprendizagem do Cooperativismo (SESCOOP)
- Ligadas à Confederação Nacional da Indústria:
  - Serviço Nacional de Aprendizagem Industrial (SENAI)
  - Serviço Social da Indústria (SESI)
- Ligadas à Confederação Nacional do Transporte:
  - Serviço Social do Transporte (SEST)
  - Serviço Nacional de Aprendizagem do Transporte (SENAT)
- Serviço Brasileiro de Apoio às Micro e Pequenas Empresas (SEBRAE)

Observando-se que todas as instituições acima tem sua sigla iniciada pela letra "S", compreende-se o motivo do nome do Sistema S.

## História
A criação desses organismos e de suas fontes de receita remonta a meados da década de 1940 e apenas quatro deles (SESCOOP, SENAR, SEST e SENAT) foram instituídos após a Constituição Federal de 1988. Foram criados, todos eles, com o intuito de prover, gratuitamente, formação profissional e acesso a lazer e cultura aos trabalhadores brasileiros.
O cancelamento dos repasses milionários ao sistema S foi discutido inúmeras vezes, por diferentes governos. A questão que sempre esteve no centro dessas discussões era o quanto os valores recebidos pelo sistema S de fato eram convertidos em serviços acessíveis para a maioria da população. Em 2008, durante a gestão de Fernando Haddad como Ministro da Educação, a questão voltou  à baila. Como em tudo o que envolve interesses econômicos e políticos, as opiniões se dividiram: dirigentes do próprio sistema S e pessoas da sociedade entenderam que havia um interesse do governo em usar os recursos do sistema S para outros fins, e defenderam que tudo continuasse como estava. O Ministério da Educação, no entanto, defendia que o Sistema S já não estava cumprindo o que havia sido proposto em sua criação, pois a maioria dos seus serviços haviam passado a serem pagos, ou seja, não havia amplo acesso da população a eles. O impasse foi amenizado quando, em julho daquele ano, o Sistema S fechou um acordo com o governo, no qual se comprometeu a reverter 66,6% dos recursos recebidos em cursos e ações gratuitas para a população. Isso ampliou enormemente o acesso da população a cursos de formação inicial e continuada oferecidos por muitas dessas entidades.
Em setembro de 2015, durante o Governo Dilma Rousseff, a fim de contribuir nas contas públicas, o ministro da Fazenda Joaquim Levy tentou reter 30% do valor recebido pelo Sistema S e repassados pela Receita Federal. Entretanto, a ideia não vingou em virtude da posição contrária dos empresários, a exemplo do presidente da Confederação Nacional da Indústria (CNI) Robson Andrade, que associou a execução da ideia à possibilidade de não atendimento de quase três milhões de pessoas. No ano seguinte, o senador Ataídes Oliveira (PSDB-TO), propôs a mesma porcentagem para o financiamento da Seguridade Social em projeto de lei. Nesse mesmo ano de 2016, o Sistema S recebeu 16 bilhões de reais repassados pela Receita.

## Contribuições
Em geral, as contribuições incidem sobre a folha de salários das empresas pertencentes à categoria correspondente sendo descontadas regularmente e repassadas às entidades de modo a financiar atividades que visem ao aperfeiçoamento profissional (educação) e à melhoria do bem estar social dos trabalhadores (saúde e lazer).
Em dezembro de 2018, o ministro da economia Paulo Guedes declarou que iria reduzir em 30% a 50% os repasses ao Sistema S. A intenção seria desonerar a folha de pagamento das empresas, ajudando na geração de empregos e fazer com que o próprio sistema sustente parte de suas atividades.